# Ialomița megye
Ialomița (magyarosan: Jalomica) Románia egyik megyéje. A megye keleti felén folyik a Duna, jelentős folyója a Ialomița. A megye székhelye Slobozia.

## Földrajz
Az ország délkeleti részén helyezkedik el, a Bărăgan síkságon, a Ialomița alsó szakaszán. Területe 4453 km2, ebből 3736 km2 mezőgazdasági terület, 258 km2 erdő. Szomszédos megyék északon Brăila és Buzău, északnyugaton Prahova, nyugaton Ilfov, délen Călărași, keleten Constanța. Legmagasabb pontja (91 m) Platonești falu mellett található, legalacsonyabb pontja (8 m) a Borceai-Duna-ág által határolt terület északi részén.
Éghajlata mérsékelt szárazföldi, nagyon meleg nyarakkal és nagyon hideg telekkel, kevés csapadékkal. Az éves átlaghőmérséklet északnyugattól (10,4 C  Armășești-nél) délkelet felé növekszik (11,1 C Fetești-nél). A legalacsabb hőmérsékletet (– 32,5 C) Armășești-en mérték 1942. január 25-én, a lagmagasabbat (+44,0 C) Amaránál 1951. augusztusban.
Folyóvizei: Duna (75 km), Borceai-Duna-ág (48 km), Ialomița (175 km), Prahova (30 km), Cricovu Sărat, Livezile (7 km), Bisericii (10 km). Tavai: Strachina (5,75 km2), Fundata (3,91 km2), Iezerul (2,16 km2), Amara (1,68 km2), Șcheauca (1,07 km2), Cotorca (0,72 km2), Jilavele (0,59 km2), Sărățuica (0,52 km2), Comana (0,43 km2), Maia (0,29 km2), Rogozu (0,26 km2), Ratca, Murgeanca, Valea Ciorii, Cătrunești, Hagiești, Piersica, Bentu, Bataluri, Marsilieni, Bărbătescu; mesterséges tava a Dridu (9,69 km2). Amara és Giurgeni környékén hőforrások találhatóak.

## Gazdasága
A természeti adottságoknak megfelelően a megye gazdaságában a mezőgazdaság játssza a legfontosabb szerepet. A megye évente átlagosan közel 900 000 tonna gabonát, 140 000 tonna ipari növényt, 90 000 tonna zöldséget termel. Az állattenyésztést  140 000 szarvasmarha, 125 000 juh és kecske, 20 000 ló, valamint 2,4 millió szárnyasjószág képviseli. Az ipar elsősorban a mezőgazdasági termelés kiszolgálására vagy feldolgozására épül: műtrágyagyártás, cukorgyártás, étolaajgyártás, húsfeldolgozás, tejfeldolgozás, kenyér- és sütőipari termékek gyártása. Jelen van még a textil- és ruhaipar, építőanyagipar, elektromos készülékek gyártása, fafedolgozás, bútoripar, szeszipar, nyomdaipar.
A megye legfontosabb turisztikai célpontja Amara, amely a megyeközponttól 7, Bukaresttől kilométerre található, az Amara-tó partján. A fürdő a gyógyhatászú iszapról és gyógyvizeiről ismert, amelyeket a mozgásszervi megbetegedések gyógyítására és műtétek utáni rehabilitációra használnak.

## Lakossága
1930-tól kezdve a megye népessége az alábbiak szerint alakult:
| Lakosok száma | 205 844 | 244 750 | 274 655 | 291 373 | 295 965 | 306 145 | 296 572 | 274 148 | 250 816 |
|               | 1930    | 1948    | 1956    | 1966    | 1977    | 1992    | 2002    | 2011    | 2021    |

A 2011-es népszámlálás adatai szerint a megye 274 148 lakosának 88,2%-a román, 5,2%-a roma volt. A megye területén 360 lipován, 73 török, 28–28 macedón és magyar lakott. A teljes népesség 43,9%-a városi.
2020. július 1-jén a megyének 284 085 lakosa volt. A munkanélküliségi ráta 2020. november 30-án 4,5%.

## Címere

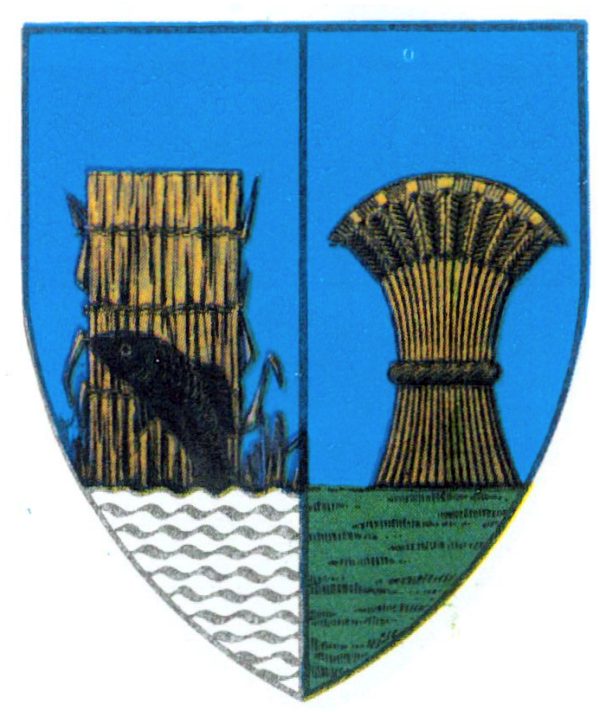
A két világháború között
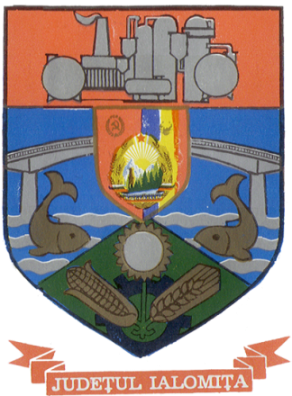
A kommunizmus idején
Jelenlegi

## Települések
A megyében 3 municípium, 4 város, 57 község és 127 falu található.
MunicípiumokSlobozia,  Fetești,  Urziceni
VárosokAmara,  Căzănești,  Fierbinți-Târg, Țăndărei
KözségekAdâncata, Albești,  Alexeni,  Andrășești,  Armășești,  Axintele,  Balaciu, Bărbulești,  Bărcănești, Borănești, Bordușani, Brazii, Bucu, Buești, Ciocârlia, Ciochina, Ciulnița, Cocora, Cosâmbești, Coșereni, Crăsanii de Sus, Crăsanii de Jos, Drăgoești, Dridu, Făcăeni, Gârbovi, Gheorghe Doja, Gheorghe Lazăr, Giurgeni, Grindu, Grivița, Gura Ialomiței, Ion Roată, Jilavele, Maia, Malu, Manasia, Mărculești, Mihail Kogălniceanu, Miloșești, * Moldoveni, Movila, Movilița, Munteni-Buzău, Ograda, Orboiești, Perieți, Platonești, Reviga, Roșiori, Sălcioara, Sărățeni, Săveni, Scânteia, Sfântu Gheorghe, Sinești, Sintești, Stelnica, Sudiți, Traian, Valea Ciorii, Valea Măcrișului, Vlădeni